# Gene Hackman
Gene Hackman   (San Bernardino, 30 de gener de 1930 - Santa Fe, c. 18 de febrer de 2025) va ser un actor estatunidenc, guanyador de dos Oscars i quatre Globus d'Or, un Premi del Sindicat d'Actors de Cinema i dos BAFTA.

## Biografia
Hackman va néixer a San Bernardino, Califòrnia, fill d'Eugene Ezra Hackman i d'Anna Lyda Elizabeth (nascuda Gray). Va tenir un germà, Richard. Era d'ascendència de Pennsylvania (alemanya), anglesa i escocesa. La seva mare era canadenca i va néixer a Lambton, Ontario.
Els seus pares es van divorciar quan era petit el 1943, i va viure a uns quants llocs fins que es va instal·lar finalment a casa la seva àvia, a Danville (Illinois). Als 10 anys va decidir que volia ser actor. Sis anys més tard va mentir sobre la seva edat per allistar-se als Marines, on va servir durant tres anys com a operador de ràdio. Després va viure a Nova York, on va fer feines de poca importància. Va tornar a Illinois per estudiar televisió i periodisme a la universitat, aprofitant l'ajuda per als estudis que donava l'estat als antics militars. La seva mare va morir el 1962 a conseqüència d'un incendi que va començar accidentalment mentre fumava. Va començar un estudi de periodisme i producció de televisió a la Universitat d'Illinois sota el G.I. Bill of Rights, però se'n va anar i va tornar a Califòrnia.
Va ser trobat mort a casa seva, el 2025, junt amb la seva dona (la pianista Betsy Arakawa) i el seu gos. Es desconeixen, de moment, les causes de les seves morts.

## Carrera professional

### Dècada del 1960
El 1956, Hackman va començar la seva carrera com a actor. Es va adherir a la Pasadena Playhouse de Califòrnia, on es va fer amic d'un altre aspirant a actor, Dustin Hoffman. Hackman i Hoffman, eren vistos com a forasters pels seus companys de classe, que els consideraven perdedors. Hackman va obtenir la puntuació més baixa que havia donat la Pasadena Playhouse. Decidit a provar-los que s'equivocaven, Hackman es va traslladar a la ciutat de Nova York.
Un article de 2004 publicat a Vanity Fair descrivia a Hackman, Hoffman i Robert Duvall com a actors i amics propers nascuts a Califòrnia, que compartien apartaments de Nova York als anys seixanta.
Hackman va obtenir diversos papers, per exemple a la sèrie de televisió Route 66 el 1963, i va començar a actuar en diverses obres de teatre Off-Broadway. El 1964 va tenir una oferta per coprotagonitzar l'obra Any Wednesday amb l'actriu Sandy Dennis. Això va obrir la porta al treball cinematogràfic. El seu primer paper va ser a Lilith, amb Warren Beatty en el paper principal. El 1967 va aparèixer en un episodi de la sèrie de televisió The Invaders titulat «The Spores». Un altre paper secundari, Buck Barrow a Bonnie i Clyde de 1967, li va valer una nominació a l'Oscar al millor actor secundari. El 1968 va aparèixer en un episodi d'I Spy, en el paper de «Hunter», en l'episodi «Happy Birthday ... Everybody». Aquell mateix any va protagonitzar l'episodi «My Father and My Mother» de la CBS Playhouse i la pel·lícula distòpica de televisió Shadow on the Land. El 1969 va interpretar un entrenador d’esquí a Downhill Racer i a un astronauta a Marooned. Aquell mateix any, va interpretar a un membre d’un equip de paracaigudisme que es divertia principalment a les fires del comtat, una pel·lícula que també va inspirar a molts a perseguir el paracaigudisme i que té un estatus de culte entre els paracaigudistes: The Gypsy Moths. Va estar a punt d'acceptar el paper de Mike Brady per a la sèrie de televisió The Brady Bunch, però el seu agent va aconsellar que el rebutgés a canvi d'un paper més prometedor, cosa que va fer.

### Dècada del 1970
Hackman va ser nominat al segon Oscar al millor actor secundari pel seu paper a I Never Sang for My Father (1970). L'any següent, va guanyar l'Oscar al millor actor principal per la seva interpretació com a detectiu de Nova York Jimmy "Popeye" Doyle a French Connection (1971), que el va marcar com a actor de culte.
Després de French Connection, Hackman va protagonitzar deu pel·lícules en els següents tres anys, convertint-se en l'actor més prolífic de Hollywood durant aquest període. Va tenir papers principals a la pel·lícula L'aventura del Posidó (1972) i La conversa (1974), de Francis Ford Coppola, per la qual va ser nominada a diversos premis Oscar. Aquell mateix any, Hackman va aparèixer, en el que seria un dels seus papers còmics més famosos, com Harold the Blind Man a El jove Frankenstein).
Va aparèixer com un dels antics Rough Riders de Teddy Roosevelt a la saga occidental de curses de cavalls Mossega la bala (1975). Va repetir el seu paper guanyador de l'Oscar com a Doyle a la seqüela French Connection II (1975), i va formar part d'un repartiment estrella de la pel·lícula de guerra Un pont massa llunyà (1977), interpretant al general polonès Stanisław Sosabowski. Hackman va demostrar un talent tant per a la comèdia com en papers mes reflexius. Per exemple posant-se a la pell cervell criminal Lex Luthor a Superman: La pel·lícula (1978), un paper que repetiria en les seqüeles de 1980 i 1987.

### Dècada del 1980
Hackman va alternar entre papers principals i secundaris durant la dècada de 1980, amb papers destacats a Rojos (1981), dirigit per Warren Beatty i a Sota el foc (1983), Més que ídols (1986), pel·lícula que l'American Film Institute va votar el 2008 com a quarta millor pel·lícula de tots els temps en el gènere esportiu. Li van seguir Sense sortida (1987) i Crema Mississippi (1988), on va ser nominat al segon Oscar al millor actor. Entre 1985 i 1988, va protagonitzar nou pel·lícules, convertint-lo en l'actor més ocupat, al costat de Steve Guttenberg.
Cap a final dels anys 1980, Hackman s'havia convertit en un gran actor, molt respectat per la professió i pel públic. Va anar alternant papers secundaris amb papers principals, i fins i tot aparicions curtes, triant sempre bé els guions.

### Dècada del 1990
El 1990 li van fer una operació de cor, de la qual es va recuperar bé, tot i que el va tindre lluny de l'escenari durant gairebé dos anys. Hackman va aparèixer amb Anne Archer a Narrow Margin (1990), un remake de la pel·lícula de 1952 Un marge estret. El 1992 va interpretar al sàdic xèrif "Little" Bill Daggett al western Sense perdó dirigit per Clint Eastwood i escrit per David Webb Peoples. Hackman s'havia compromès a evitar papers violents, però Eastwood el va convèncer de prendre part, cosa que li va valer un segon Oscar, aquesta vegada al millor actor secundari. La pel·lícula també va guanyar l'Oscar a la millor pel·lícula.
El 1993 va aparèixer a Geronimo com a general de brigada George Crook i va protagonitzar amb Tom Cruise un advocat corrupte a The Firm, un thriller legal basat en la novel·la homònima de John Grisham. Hackman apareixeria en una segona pel·lícula basada en una novel·la de John Grisham, interpretant a un condemnat al corredor de la mort a Cambra segellada (1996).
Altres pel·lícules destacades de Hackman van aparèixer durant la dècada de 1990: Wyatt Earp (1994), com Nicholas Porter Earp, pare de Wyatt Earp, Ràpida i mortal (1995) al costat de Sharon Stone, Leonardo DiCaprio i Russell Crowe, i com a capità submarí Frank Ramsey al costat de Denzel Washington a Marea roja (1995). Hackman va interpretar al director de cinema Harry Zimm amb John Travolta al melodrama Get Shorty (1995). Es va reunir de nou amb Clint Eastwood a Poder absolut (1997) i va coprotagonitzar amb Will Smith a Enemy of the State (1998), amb un personatge que recorda el que havia narrat a The Conversation.
El 1996 va prendre un gir còmic com a senador conservador Kevin Keeley a L'olla de grills amb Robin Williams i Nathan Lane.

### Segle XXI
Hackman va coprotagonitzar amb Owen Wilson a Behind Enemy Lines (2001), i va aparèixer al thriller criminal de David Mamet L'últim cop (2001), com un lladre professional amb una gran habilitat i envellit, que es veu obligat a ocupar un darrer treball. També va guanyar molts èxits de la crítica jugant-se el tipus com a cap d’una família excèntrica a la pel·lícula de comèdia The Royal Tenenbaums (2001) de Wes Anderson, per la qual va rebre el Globus d'Or al millor actor en un musical o comèdia cinematogràfica. El 2003, també va protagonitzar un altre drama legal de John Grisham, Runaway Jury, en el qual finalment va aconseguir fer una foto amb el seu amic de sempre Dustin Hoffman. El 2004, Hackman va aparèixer al costat de Ray Romano a la comèdia Benvingut a Mooseport, el seu últim paper com a actor fins ara.
Hackman va ser guardonat amb el premi Cecil B. DeMille dels Premis Globus d'Or per la seva «contribució destacada al camp de l'entreteniment» el 2003.
Després de tants anys dedicat a la interpretació, Hackman va voler provar una altra activitat i va escriure una novel·la, que va ser publicada el 1999, any que no va fer cap pel·lícula.
Durant 40 anys va interpretar personatges molt diversos, tots ells de forma convincent. Durant aquest temps no va treballar només al cinema, sinó també a la televisió i al teatre.
La falta d'estereotip físic, és precisament un dels puntals del seu èxit, que li va permetre no encasellar-se. Hackman donà als seus personatges un perfil que el públic captava immediatament. Cèlebre és el seu paper de Lex Luthor a la saga de Superman.

## Vida privada
Hackman es va casar dues vegades. El seu primer matrimoni va ser amb Faye Maltese (1929–2017), amb qui es va casar el 1956 i amb qui va tenir un fill i dues filles: Christopher Allen, Elizabeth Jean i Leslie Anne Hackman. Sovint era fora de casa a causa dels rodatges mentre aquests creixien. La parella va divorciar-se el 1986, després de 30 anys d'unió. El 1991 va tornar-se a casar, aquest cop amb la pianista Betsy Arakawa (n. 1961), amb qui residí a Santa Fe (Nou Mèxic) fins al dia de la seva defunció.
L'any 1990 van haver de fer-li una angioplàstia.

## Filmografia
- 1964: Lilith
- 1966: Hawai (Hawaii)
- 1967: Bonnie i Clyde (Bonnie and Clyde)
- 1969: Downhill Racer
- 1969: Marooned
- 1971: The Gypsy Moths
- 1971: Partida de caça (The Hunting Party)
- 1971: French Connection (The French Connection)
- 1971: L'aventura del Posidó (The Poseidon Adventure)
- 1972: L'espantaocells (Scarecrow)
- 1974: La conversa (The Conversation)
- 1974: Mossega la bala (Bite the Bullet)
- 1974: El jove Frankenstein (Young Frankenstein)
- 1975: French Connection II
- 1975: Lucky Lady
- 1975: La nit es mou (Night Moves)
- 1977: Marxar o morir (March Or Die)
- 1977: Un pont massa llunyà (A Bridge Too Far)
- 1978: Superman
- 1978: De presidi a primera plana (The Domino Principle)
- 1980: Superman II
- 1981: All Night Long
- 1981: Rojos (Reds)
- 1983: Valor extraordinari (Uncommon Valor)
- 1983: Eureka
- 1983: Sota el foc (Under Fire)
- 1984: Misunderstood
- 1985: Target
- 1985: Twice In A Lifetime
- 1986: Més que ídols (Hoosiers)
- 1986: Poder (Power)
- 1987: Sense sortida (No Way Out)
- 1987: Una altra dona (Another Woman)
- 1987: Superman IV
- 1988: L'equipatge (The Package)
- 1988: Bat 21
- 1989: Crema Mississippi (Mississippi Burning)
- 1990: Dos polis guillats (Loose Cannons)
- 1990: Narrow Margin (Testimoni accidental)
- 1990: Postals des de Hollywood (Postcards from the Edge)
- 1991: Company Business
- 1991: Acció judicial (Class Action)
- 1992: Sense perdó (Unforgiven)
- 1993: Geronimo (Geronimo: An American Legend)
- 1993: The Firm
- 1994: Wyatt Earp
- 1995: Get Shorty
- 1995: Marea roja (Crimson Tide)
- 1995: Ràpida i mortal (The Quick and the Dead)
- 1996: En creuar el límit (Extreme Measures)
- 1996: L'olla de grills (The Birdcage)
- 1996: Cambra segellada (The Chamber)
- 1997: Poder absolut (Absolute Power)
- 1998: Enemy of the State
- 1998: Twilight
- 1998: Formiguez (Antz) - Veu
- 1999: Sota sospita (Under Suspicion)
- 2000: The Replacements
- 2001: Behind Enemy Lines
- 2001: The Royal Tenenbaums
- 2001: L'últim cop (Heist)
- 2001: Heartbreakers
- 2001: The Mexican
- 2003: Runaway Jury
- 2004: Benvingut a Mooseport (Welcome to Mooseport)
- 2016: The Unknown Flag Raiser of Iwo Jima - Veu (narrador)
- 2017: We, the Marines - Veu (narrador)

## Premis i nominacions

### Oscars
| Any  | Categoria              | Pel·lícula                 | Resultat  |
| ---- | ---------------------- | -------------------------- | --------- |
| 1967 | Millor actor secundari | Bonnie i Clyde             | Candidat  |
| 1970 | Millor actor secundari | I Never Sang for My Father | Candidat  |
| 1971 | Millor actor           | French Connection          | Guanyador |
| 1988 | Millor actor           | Crema Mississippi          | Candidat  |
| 1992 | Millor actor secundari | Sense perdó                | Guanyador |

### Globus d'Or
| Any  | Categoria                        | Pel·lícula             | Resultat  |
| ---- | -------------------------------- | ---------------------- | --------- |
| 1971 | Millor actor - Drama             | French Connection      | Guanyador |
| 1974 | Millor actor - Drama             | La conversa            | Candidat  |
| 1975 | Millor actor - Drama             | French Connection II   | Candidat  |
| 1983 | Millor actor secundari           | Sota el foc            | Candidat  |
| 1985 | Millor actor - Drama             | Twice in a Lifetime    | Candidat  |
| 1988 | Millor actor - Drama             | Crema Mississippi      | Candidat  |
| 1992 | Millor actor secundari           | Sense perdó            | Guanyador |
| 2001 | Millor actor - Comèdia o Musical | The Royal Tenenbaums   | Guanyador |
| 2002 | Premi Cecil B. DeMille           | Premi Cecil B. DeMille | Guanyador |

### Premis BAFTA
| Any  | Categoria              | Pel·lícula                              | Resultat  |
| ---- | ---------------------- | --------------------------------------- | --------- |
| 1973 | Millor actor           | French Connection L'aventura del Posidó | Guanyador |
| 1975 | Millor actor           | La conversa                             | Candidat  |
| 1976 | Millor actor           | French Connection II                    | Candidat  |
| 1976 | Millor actor           | La nit es mou                           | Candidat  |
| 1979 | Millor actor secundari | Superman                                | Candidat  |
| 1993 | Millor actor secundari | Sense perdó                             | Guanyador |

### Berlinale
| Any  | Categoria    | Pel·lícula        | Resultat  |
| ---- | ------------ | ----------------- | --------- |
| 1989 | Millor actor | Crema Mississippi | Guanyador |